# Obština Bansko
Obština Bansko (bulharsky Община Банско) je bulharská jednotka územní samosprávy v Blagoevgradské oblasti. Leží v jihozápadním Bulharsku – ve východní části Pirinu, na západních svazích Západních Rodopů a v údolí Mesty mezi nimi. Správním střediskem je město Bansko, kromě něj obština zahrnuje 1 město a 6 vesnic. Žije zde přes 10 tisíc stálých obyvatel.

## Sídla
| - Bansko (sídlo správy) - Dobrinište - Filipovo | - Gostun - Kremen - Mesta | - Obidim - Osenovo |

## Sousední obštiny
| Růžice kompasu |           | Razlog         | Belica  | Růžice kompasu |
| Růžice kompasu | Kresna    | Sever          | Sărnica | Růžice kompasu |
| Růžice kompasu | Kresna    | Obština Bansko | Sărnica | Růžice kompasu |
| Růžice kompasu | Kresna    | Jih            | Sărnica | Růžice kompasu |
| Růžice kompasu | Sandanski | Goce Delčev    | Gărmen  | Růžice kompasu |

## Obyvatelstvo
V obštině žije 10 820 stálých obyvatel a včetně přechodně hlášených obyvatel 13 380. Podle sčítání 1. února 2011 bylo národnostní složení následující:
- Bulhaři: 11 903 (97.3 %)
- Romové: 227 (1.9 %)
- Turci: 14 (0.1 %)
- ostatní: 85 (0.7 %)